# Sotonera Lacus
Cet article concerne le lac de Titan, le satellite de Saturne. Pour le lac situé en Espagne, sur Terre, voir lac Sotonera.
Sotonera Lacus est un lac de Titan, satellite naturel de Saturne.

## Caractéristiques
Sotonera Lacus est situé près du pôle Nord de Titan, centré sur 76,75° de latitude nord et 17,49° de longitude ouest, et mesure 63 km dans sa plus grande longueur. Découvert sur des images prises par la sonde Cassini en 2007, Sotonera Lacus fait partie des nombreux lacs qui parsèment la région septentrionale de Titan.

## Observation
Sotonera Lacus a été découvert par les images transmises par la sonde Cassini en 2007. Il a reçu le nom du lac Sotonera, un lac d'Espagne.